# Yoann Miangue
Yoann Miangue (Tolosa, 22 giugno 1998) è un taekwondoka francese.

## Palmarès
- Giochi del Mediterraneo

Tarragona 2018: bronzo nella categoria fino a 80 kg;
- Giochi olimpici giovanili

Nanchino 2014: oro nella categoria oltre 73 kg;